# Literaturjahr 2020
Liste der Literaturjahre

◄◄ | ◄ | 2016 | 2017 | 2018 | 2019 | Literaturjahr 2020 | 2021 | 2022 | 2023 | 2024 | ►

Weitere Ereignisse

## Ereignisse
- Die Umsätze im deutschen Sortimentsbuchhandel zeigen infolge der Maßnahmen gegen die COVID-19-Pandemie im März[1] sowie April[2] 2020 zum Teil starke Einbrüche.
- März/April: Die Auswahlverfahren für den International DUBLIN Literary Award, den mit 100.000 Euro weltweit höchstdotierten Preis für ein einzelnes Werk, werden für 2020 und 2021 ausgesetzt bzw. unterbrochen.[3]
- 14. Mai: Der Rat der Stadt Köln beschließt einstimmig, den Erhalt des Literaturfestivals lit.Cologne mit „Aufwendungen in Höhe von bis zu 500.000 € für die struktursichernde Maßnahme und die Weiterentwicklung/Neuaufstellung  des Literaturfestivals 2020/2021“ aus Mitteln der Wirtschaftsförderung zu unterstützen.[4][5]
- 15. Mai: In Berlin stirbt im Alter von 77 Jahren der Buchhändler Jürgen Schleicher, 1968 Gründer von Jürgens Buchladen in Berlin-Dahlem.[6]
- 22. Mai: Mit Unterstützung durch die Deutsche Forschungsgemeinschaft wird die Freie Universität Berlin eine Kritische Gesamtausgabe der Werke der Philosophin Hannah Arendt in 17 Bänden herausgeben, die erstmals alle veröffentlichten und unveröffentlichten Texte Arendts umfassen soll.[7]
- 04. Juni: Im Vorgriff auf eine für November 2020 angekündigte Buchveröffentlichung wird das Märchen Der Ickabog von J. K. Rowling über sieben Wochen hinweg in der Übersetzung von Friedrich Pflüger auch auf Deutsch in Fortsetzungen kostenlos im Internet veröffentlicht.[8]
- 17.–21. Juni: 44. Tage der deutschsprachigen Literatur (Klagenfurt)[9][10]
- 26. Juni: Erstmals in seiner Karriere gelingt es Bob Dylan, Literatur-Nobelpreisträger von 2016, mit seinem 39. Studioalbum Rough and Rowdy Ways den 1. Platz der deutschen Albumcharts zu erreichen.[11]
- 02. Juli: Vom österreichischen Bundesministerium für Kunst, Kultur, öffentlichen Dienst und Sport werden fünf Robert-Musil-Stipendien als Langzeitstipendien über 36 Monate mit einer Dotierung von jeweils insgesamt 57.600 Euro an Oswald Egger, Milena Michiko Flašar, Laura Freudenthaler, Karin Peschka und Lisa Spalt vergeben.[12]
- 17. Juli: In Turin stirbt im Alter von 70 Jahren der italienische Germanist, Übersetzer und Lektor Enrico Ganni.[13]
- 22. Juli: Mit dem erstmals vergebenen W.-G.-Sebald-Literaturpreis wird der Text Kalkstein von Esther Kinsky ausgezeichnet.[14]
- 01. August: Barbara Laugwitz wird verlegerische Geschäftsführerin bei dtv;[15][16] ihr Nachfolger als verlegerischer Geschäftsführer der Ullstein Buchverlage wird Karsten Kredel.[17]
- 14.–18. Oktober: Die Frankfurter Buchmesse wurde wegen der COVID-19-Pandemie erstmals ohne Stände von Ausstellern in den Messehallen als reine Online-Veranstaltung durchgeführt.[18]

### Literaturverfilmungen (Auswahl)
- Die Buchreihe Sprite Sisters von Sheridan Winn wird unter dem Titel Vier zauberhafte Schwestern von Sven Unterwaldt verfilmt.
- Der Roman Ruf der Wildnis von Jack London wird unter demselben Titel von Chris Sanders verfilmt.
- Der Roman Emma von Jane Austen wird unter  demselben Titel von Autumn de Wilde verfilmt.

## Gestorben im Jahr 2020

### Sehr bekannte Autoren
- 06. Januar: Wilfried F. Schoeller
- 09. Januar: Mike Resnick
- 12. Januar: Roger Scruton
- 23. Januar: Adolf Holl
- 23. Januar: Gudrun Pausewang
- 29. Januar: Christoph Meckel
- 31. Januar: Mary Higgins Clark
- 03. Februar: George Steiner
- 17. Februar: Ror Wolf
- 24. Februar: Mario Bunge
- 24. Februar: Clive Cussler
- 27. Februar: Burkhard Driest
- 28. Februar: Freeman Dyson
- 01. März: Ernesto Cardenal
- 17. März: Eduard Limonow
- 24. März: Terrence McNally
- 24. März: Albert Uderzo
- 25. März: Paul Goma
- 30. März: Eva Hesse
- 01. April: Rüdiger Nehberg
- 15. April: Rubem Fonseca
- 16. April: Luis Sepúlveda
- 19. April: Cecil Bødker
- 25. April: Per Olov Enquist
- 29. April: Maj Sjöwall
- 13. Mai: Rolf Hochhuth
- 22. Mai: Albert Memmi
- 27. Mai: Larry Kramer
- 29. Mai: Alfred Kolleritsch
- 13. Juni: Jörg Schröder
- 19. Juni: Carlos Ruiz Zafón
- 19. Juni: Dieter E. Zimmer
- 01. Juli: Karl Otto Conrady
- 14. Juli: Adalet Ağaoğlu
- 18. Juli: Juan Marsé
- 12. Dezember: John le Carré

### Weitere Autoren
- 01. Januar: Dirk Lüken
- 04. Januar: Lorenza Mazzetti
- 05. Januar: Antoni Morell
- 06. Januar: Kurt Bracharz
- 07. Januar: Elizabeth Wurtzel
- 08. Januar: Martin Bergau
- 09. Januar: Chukwuemeka Ike
- 09. Januar: Euphrase Kezilahabi
- 10. Januar: Czesław P. Dutka
- 10. Januar: Alun Gwynne Jones
- 10. Januar: Josef Reding
- 11. Januar: Sabine Deitmer
- 11. Januar: Peter Wiechmann
- 12. Januar: Eleni Bastea
- 12. Januar: Murad Wilfried Hofmann
- 13. Januar: Jean Delumeau
- 13. Januar: Alexander Weigel
- 14. Januar: Willi Beitz
- 15. Januar: Oliver Mertins
- 16. Januar: Maik Hamburger
- 17. Januar: Lech Raczak
- 17. Januar: Emanuele Severino
- 18. Januar: Christoph Quest
- 19. Januar: Anne Wilson Schaef
- 20. Januar: Wolfgang J. Fuchs
- 20. Januar: Harald Schmid
- 21. Januar: Katerina Angelaki-Rooke
- 21. Januar: Terry Jones
- 21. Januar: Hermann Korte
- 22. Januar: Hans Dieter Stöver
- 22. Januar: Bertrand Teyou
- 23. Januar: Jim Lehrer
- 25. Januar: Johannes Jourdan
- 25. Januar: Heinz Matschurat
- 25. Januar: Hartmut Steinecke
- 26. Januar: Karl-Friedrich Krieger
- 28. Januar: Giovanni Bruno Vicario
- 29. Januar: Albrecht Dihle
- 30. Januar: Jörn Donner
- 30. Januar: Dirk Hoeges
- 31. Januar: Inge Jonsson
- 31. Januar: Marei Obladen
- 03. Februar: John Grant
- 03. Februar: Dietrich Niethammer
- 04. Februar: Kamau Brathwaite
- 04. Februar: Martin Lambeck
- 05. Februar: Kirk Douglas
- 05. Februar: Yves Pouliquen
- 05. Februar: Gotthart Wunberg
- 06. Februar: Uwe Böker
- 06. Februar: Krishna Baldev Vaid
- 07. Februar: Lucille Eichengreen
- 07. Februar: Pierre Guyotat
- 07. Februar: Lenin el-Ramly
- 08. Februar: Erazim Kohák
- 08. Februar: Ron McLarty
- 09. Februar: Donald Andrew Russell
- 11. Februar: Claire Bretécher
- 11. Februar: Arnd Morkel
- 11. Februar: Marcelino dos Santos
- 11. Februar: Ferdinand Ulrich
- 13. Februar: Zara Steiner
- 14. Februar: Jens Halfwassen
- 14. Februar: Michel Ragon
- 15. Februar: A. E. Hotchner
- 15. Februar: Léon Wurmser
- 16. Februar: Graeme Allwright
- 17. Februar: Charles Portis
- 18. Februar: Yoshikichi Furui
- 21. Februar: Shlomo Aronson
- 21. Februar: Lisel Mueller
- 22. Februar: Kiki Dimoula
- 23. Februar: Pierre Aubenque
- 23. Februar: Otto Antonia Graf
- 24. Februar: Diana Serra Cary
- 24. Februar: Juan Eduardo Zúñiga
- 25. Februar: Peter Cerwenka
- 25. Februar: Muzaffer İlhan Erdost
- 26. Februar: Rudolf Kassel
- 26. Februar: Walter Satterthwait
- 28. Februar: Heinz-Joachim Simon
- 28. Februar: Armin Wertz
- 29. Februar: Avraham Barkai
- 29. Februar: Hans Eichhorn
- 01. März: Stefan Schoblocher
- 02. März: Toshirō Kanamori
- 02. März: James Lipton
- 02. März: Suat Yalaz
- 03. März: Minoru Betsuyaku
- 03. März: Freimut Duve
- 03. März: Guy P. Marchal
- 04. März: Javier Pérez de Cuéllar
- 06. März: Miriam Czock
- 07. März: Mart Crowley
- 07. März: Klaus Schuhmann
- 08. März: Reinhard Giebel
- 08. März: Markoosie Patsauq
- 09. März: José Jiménez Lozano
- 09. März: Dietmar Rothermund
- 10. März: Hyun Kil-un
- 11. März: Dieter Höss
- 12. März: John Lyons
- 13. März: Lucien Braun
- 13. März: Giwi Margwelaschwili
- 13. März: Mun Tŏk-su
- 14. März: René Follet
- 14. März: Manfred Koch-Hillebrecht
- 15. März: Matthias Grimm
- 15. März: Yoshihiro Nitta
- 17. März: Johan Goudsblom
- 18. März: Georg Paulmichl
- 20. März: Willigis Jäger
- 21. März: Herbert Kremp
- 22. März: Barbara Flemming
- 23. März: Gottfried Fischborn
- 23. März: Lucien Sève
- 24. März: George Dickie
- 25. März: Theodore W. Jennings
- 25. März: Vusamazulu Credo Mutwa
- 26. März: María Teresa de Borbón-Parma
- 26. März: Michael Sorkin
- 27. März: Carl Friedman
- 27. März: Christoph Rueger
- 28. März: William B. Helmreich
- 28. März: Barbara Rütting
- 29. März: Juri Bondarew
- 29. März: Francis Rapp
- 29. März: Henri Tincq
- 30. März: Manolis Glezos
- ≥31. März: Peter Beard (Datum ungewiss)
- 01. April: David C. Driskell
- 01. April: Bernard Epin
- 02. April: Klaus Bartels
- 02. April: Patricia Bosworth
- 02. April: Hans Reiss
- 03. April: Walter Galla
- 03. April: Marguerite Lescop
- 03. April: C. W. Nicol
- 03. April: Norbert Relenberg
- 03. April: Joel Shatzky
- 04. April: Luis Eduardo Aute
- 04. April: Wolfgang Schuller
- 04. April: Alexander Thynn
- 05. April: Pentti Linkola
- 05. April: John Randolph Lucas
- 05. April: Juan Martín Velasco
- 05. April: Michel Parisse
- 06. April: Georg Martin Lange
- 06. April: William R. Polk
- 07. April: Jan Křen
- 07. April: Roger Matthews
- 07. April: Barbara Smoker
- 08. April: Henri Madelin
- 08. April: Sibylle Obenaus
- 09. April: Georg Bense
- 09. April: Clemens Kauffmann
- 09. April: Reimar Müller
- 09. April: Ernst-Georg Schwill
- 10. April: Rifat Chadirji
- 10. April: Michel Lelong
- 11. April: John Horton Conway
- 11. April: Edem Kodjo
- 12. April: Hermann Schreiber
- 12. April: Carlos Seco Serrano
- 13. April: Jens Erik Fenstad
- 13. April: Eva Sternheim-Peters
- 14. April: William H. Gerdts
- 15. April: Henry Grimes
- 15. April: Horst Müller
- 16. April: Luiz Alfredo Garcia-Roza
- 16. April: Ulrich Kienzle
- 17. April: Herwig Knaus
- 17. April: Ursula Nienhaus
- 19. April: Volker Dahm
- 19. April: Peter Dronke
- 22. April: Catherine Paysan
- 23. April: Norbert Blüm
- 23. April: Lloyd deMause
- 23. April: Dagmar Kift
- 25. April: Ditmar Brock
- 25. April: Karin Priester
- 28. April: Hannelore Cyrus
- 28. April: Wolfgang Decker
- 28. April: Jill Gascoine
- 28. April: Klaus Otte
- 28. April: Günther Steinbach
- 29. April: Yahya Hassan
- 00. April: Lodongiin Tüdew
- 01. Mai: Philippe Meyer
- 01. Mai: Berndt Schaller
- 04. Mai: Peter Bachér
- 04. Mai: Aldir Blanc
- 04. Mai: Michael McClure
- 05. Mai: Bernhard Schleißheimer
- 06. Mai: Ursel Meyer-Wolf
- 07. Mai: Dietmar Polaczek
- 08. Mai: Christoph Wetzel
- 08. Mai: Wilfried Wiegand
- 09. Mai: Kristina Lugn
- 10. Mai: Thorkild Grosbøll
- 10. Mai: Sérgio Sant’Anna
- 11. Mai: Miloslav Stingl
- 13. Mai: Anthony Bailey
- 13. Mai: Kurt Rudolph
- 15. Mai: Heinz-Jürgen Görtz
- 15. Mai: Paul Kersten
- 15. Mai: Olga Savary
- 16. Mai: Claus-Ekkehard Bärsch
- 16. Mai: Kurt Grobecker
- 16. Mai: Reinhard Wosniak
- 17. Mai: José Cutileiro
- 18. Mai: Jochen Schmidt
- 18. Mai: Joachim Walther
- 19. Mai: Jürgen Ploog
- 20. Mai: Georg Pfeffer
- 21. Mai: Vincenzo Cappelletti
- 23. Mai: Alberto Alesina
- 23. Mai: Gottfried Bachl
- 23. Mai: Teodoro Lim
- 24. Mai: Jackie Jakubowski
- 24. Mai: Willy Rink
- 24. Mai: Siegfried Vierzig
- 25. Mai: Edith Aron
- 26. Mai: Mojsej Fischbejn
- 27. Mai: Horst Bieber
- 27. Mai: Lorenz Marti
- 28. Mai: Philip Gavitt
- 29. Mai: Jerzy Pilch
- 30. Mai: Uwe Jacobi
- 31. Mai: Norman Lamm
- 00. Mai: Gerhard Lindemann
- 02. Juni: Hiber Conteris
- 03. Juni: Bruce Jay Friedman
- 03. Juni: Donald Macgregor
- 06. Juni: Kurt Hoffmeister
- 08. Juni: Klaus Berger
- 09. Juni: Ain Kaalep
- 10. Juni: Eberhard Möbius
- 11. Juni: Dennis O’Neil
- 12. Juni: Ursula Fuchs
- 12. Juni: Lothar Schäfer
- 12. Juni: Erik Tohvri
- 13. Juni: Jean Raspail
- 14. Juni: Elsa Joubert
- 15. Juni: F. J. Bogner
- 15. Juni: Hasso Damm
- 16. Juni: Roger Borniche
- 16. Juni: Rainer Schmidt
- 16. Juni: Charles Webb
- 17. Juni: Klaus Ahlheim
- 17. Juni: Lewis John Carlino
- 19. Juni: Cho Haeil
- 20. Juni: Gerhard J. Bellinger
- 20. Juni: David Wingeate Pike
- 21. Juni: Edward Grant
- 21. Juni: Zeev Sternhell
- 22. Juni: Rolf Kießling
- 23. Juni: Arthur Keaveney
- 24. Juni: Gösta Ågren
- 24. Juni: Marc Fumaroli
- 28. Juni: Rudolfo Anaya
- 29. Juni: Carl Reiner
- 30. Juni: Ludwig Finscher
- 01. Juli: Beate Grimsrud
- 02. Juli: Ole Holsti
- 02. Juli: Tilo Prückner
- 04. Juli: Manfred Franke
- 06. Juli: Sergei Sagrajewski
- 06. Juli: Hans-Christoph Schmitt
- 10. Juli: Anna Stroka
- 12. Juli: Pauls Bankovskis
- 13. Juli: Zindzi Mandela
- 13. Juli: Jewgeni Tschelyschew
- 15. Juli: Roland Breitenbach
- 16. Juli: Delphine Zanga Tsogo
- 17. Juli: John Lewis
- 18. Juli: Wolfram Ax
- 18. Juli: Rudolf Lill
- 18. Juli: Eberhard Schockenhoff
- 22. Juli: Bruno Modugno
- 24. Juli: Maurizio Calvesi
- 26. Juli: Hans-Jochen Vogel

### Weitere Persönlichkeiten
- 06. Januar: John Brownjohn
- 13. Januar: Hermann Heidegger
- 16. Januar: Christopher Tolkien
- 17. Januar: Günther Fleckenstein
- 19. Januar: Monika The
- 20. Januar: Reinhold Röttger
- 04. Februar: Terry Hands
- 08. Februar: Massin
- 19. Februar: Alfred von Meysenbug
- 03. März: Frank Wössner
- 17. März: Peter Kleinschmidt
- 18. März: Harald Siebenmorgen
- 20. März: Peter Riethe
- 21. März: Marguerite Derrida
- 24. März: Stuart Gordon
- 27. März: Daniel Azulay
- 02. April: Juan Giménez
- 03. April: Jörg Holkenbrink
- 09. April: Mort Drucker
- 17. April: Sergio Fantoni
- 21. April: Norbert Schaeffer
- 25. April: Raimund Fellinger
- 25. April: Wolfgang Utzt
- 16. Mai: Brian Bagnall
- 17. Mai: Hans-Joachim Gelberg
- 20. Mai: Denis Farkasfalvy
- 26. Mai: Jacob Klingner
- 26. Mai: Roland Posner
- 16. Juni: Federico Corriente
- 21. Juni: Barbara Kindermann[19]
- 01. Juli: Matthias Kaul
- 06. Juli: Pavel Fieber
- 07. Juli: Henry Krtschil
- 09. Juli: Wolfgang Pfeifer
- 14. Juli: Gabriele Buschmeier
- 20. Juli: Wiktor Tschischikow

## Gemeinfrei 2020
Die Werke der folgenden im Jahr 1949 verstorbenen Schriftsteller sind seit dem 1. Januar 2020 gemeinfrei:

### Deutschsprachige Autoren
- Cäsar von Arx
- Julius Maria Becker
- Elsa Bernstein
- Margarete Beutler
- Franz Adam Beyerlein
- Lothar Brieger
- Herbert Eulenberg
- Georg Fuchs
- Hermann Grab
- Oskar Jellinek
- Franz Kandolf
- Gerhard von Keußler
- Karl Ludwig Kossak
- Hedwig Kym
- Willy Küsters
- Eleonore Lorenz
- Klaus Mann
- Hans Pfitzner
- Klara Philipp
- Ernst Preczang
- Bonifaz Rauch
- Albert H. Rausch
- Arthur Rebner
- Alwin Reinke
- Franz von Rintelen
- Adolf Saager
- Rolf Sievers
- Richard Strauss
- Wilhelm Weigand
- Egid Filek von Wittinghausen
- Victor Wittner

### Fremdsprachige Autoren
- António Aleixo
- Hervey Allen
- Chairil Anwar
- Béla Balázs
- Philip Barry
- Rex Beach
- Sem Benelli
- Jacques Copeau
- Édouard Dujardin
- Léon Frapié
- František Halas
- Tanaka Hidemitsu
- Douglas Hyde
- Wjatscheslaw Iwanowitsch Iwanow
- Peter Jilemnický
- Sigurður Jónsson
- Petr Křička
- Maurice Maeterlinck
- Margaret Mitchell
- Chalil Mutran
- Sarojini Naidu
- Vladimir Nazor
- Gustav Roger Opočenský
- Carlos Queiroz Ribeiro
- Fredegond Shove
- Sigrid Undset
- Cyriel Verschaeve
- Daniel Warnotte
- Oton Župančič

Siehe auch Gemeinfrei 2020 auf Wikisource

## Neuerscheinungen

### Romane, Erzählungen
- Arbeit – Thorsten Nagelschmidt
- Die beste Depression der Welt – Helene Bockhorst
- Blutige Nachrichten – Stephen King
- Eines Menschen Flügel – Andreas Eschbach
- Das Fenster zum Himmel – Elisabeth Escher
- Geteilt durch Null – Ted Chiang
- Die große Stille – Ted Chiang
- Der Halbbart – Charles Lewinsky
- Die letzte Astronautin – David Wellington
- Die Stille – Don DeLillo
- Transport 5: Auslöschung – Phillip P. Peterson
- Transport 6: Übertransporter – Phillip P. Peterson
- Transport 7: Ursprung – Phillip P. Peterson
- Piranesi –  Susanna Clarke
- Tara und Tahnee – Verloren im Tal des Goldes (Kinderbuch) – Patrick Hertweck
- Vakuum – Phillip P. Peterson

### Sachliteratur
- Das große Nein – Armin Nassehi
- Nerds retten die Welt – Sibylle Berg
- The Room Where It Happened – John R. Bolton
- Too Much and Never Enough – Mary L. Trump

## Literaturpreise 2020

### Deutsche Literaturpreise
A
- Alfred-Döblin-Stipendien: Marie Gamillscheg, Kerstin Kempker, André Kubiczek, Luo Lingyuan, Regina Scheer, Deniz Utlu sowie weitere drei Autorinnen[20]
- Annette-von-Droste-Hülshoff-Preis: Michael Roes
- aspekte-Literaturpreis: Deniz Ohde für Streulicht[21]

B
- Berliner Literaturpreis: Thomas Meinecke
- Bertolt-Brecht-Literaturpreis: Sibylle Berg
- Bonner Stadtschreiberin: Ulla Lenze
- Bremer Literaturpreis: Barbara Honigmann für Georg (Hauptpreis); Tonio Schachinger für Nicht wie ihr (Förderpreis)

C
- Carl-Zuckmayer-Medaille: Maren Kroymann
- Clemens-Brentano-Preis: Levin Westermann für bezüglich der schatten (Lyrik)
- Comicbuchpreis: Sibylla von Max Baitinger

D
- Deutscher Buchpreis: Anne Weber für Annette, ein Heldinnenepos
- Deutscher Science-Fiction-Preis – Bester deutschsprachiger Roman: Der Würfel von Bijan Moini
- Dieter-Wellershoff-Stipendium:
  - Adrian Kasnitz mit dem Romanprojekt Der Schatten
  - Tilman Strasser mit dem Romanprojekt Gespinst
- Dresdner Stadtschreiber: Franzobel
- Düsseldorfer Literaturpreis: Jackie Thomae für Brüder

E
- Eichendorff-Literaturpreis: Saša Stanišić für Herkunft
- Evangelischer Buchpreis: Winterbienen von Norbert Scheuer

F
- Friedrich-Gerstäcker-Preis: Elektrische Fische von Susan Kreller

G
- Georg-Büchner-Preis: Elke Erb
- Georg-Dehio-Buchpreis:
  - Hauptpreis: Ulla Lachauer für ihr literarisches Gesamtwerk
  - Förderpreis: Wolgakinder von Gusel Jachina
- Gerty-Spies-Literaturpreis: Milo Rau
- Goethepreis der Stadt Frankfurt am Main: Dževad Karahasan

H
- Hannelore-Greve-Literaturpreis: Klaus Modick
- Hans-Fallada-Preis: Saša Stanišić für Herkunft
- Heinrich-Mann-Preis: Eva Horn
- Heinrich Maria Ledig-Rowohlt-Preis: Volker Oldenburg
- Helmut-M.-Braem-Übersetzerpreis: Miriam Mandelkow für ihre Übersetzung Von dieser Welt von James Baldwin sowie ihre weiteren Neuübertragungen dieses Autors
- Hölty-Preis für Lyrik: Marion Poschmann für ihr umfangreiches lyrisches Œuvre (unter besonderer Hervorhebung des Bandes Nimbus)
- Hörspielpreis der Kriegsblinden: AUDIO.SPACE.MACHINE von wittmann/zeitblom
- Hotlist: Die Kandidaten für die Hotlist 2020
- Hugo-Ball-Preis: Bov Bjerg; Förderpreis: Kinga Tóth

J
- Jakob-Wassermann-Literaturpreis: Clemens J. Setz
- Jane Scatcherd-Preis: Claudia Steinitz
- Johann-Heinrich-Merck-Preis für literarische Kritik und Essay: Iris Radisch
- Johann-Peter-Hebel-Preis: Sibylle Berg (Verleihung im Mai 2021)
- Joseph-Breitbach-Preis: Nora Bossong

K
- Kasseler Literaturpreis für grotesken Humor: Heinz Strunk (Hauptpreis)
- Katholischer Kinder- und Jugendbuchpreis: Elektrische Fische von Susan Kreller
- Kleist-Preis: Clemens J. Setz
- Klopstock-Preis für neue Literatur: Clemens Meyer für sein Gesamtwerk (Hauptpreis)
- Kurt Sigel-Lyrikpreis: Claudia Gabler

L
- Literaturpreis der Jürgen Ponto-Stiftung: Deniz Ohde für Streulicht[22]
- Literaturpreis der Konrad-Adenauer-Stiftung: Hans Pleschinski
- Literaturpreis „Text & Sprache“ des Kulturkreises der deutschen Wirtschaft: Maren Kames
- 400. Luchs des Monats (Mai): Als ich die Pflaumen des Riesen klaute von Ulf Stark mit Illustrationen von Regina Kehn, übersetzt von Birgitta Kicherer
- Ludwig-Börne-Preis: Christoph Ransmayr
- Lyrikpreis Orphil:
  - Hauptpreis: Marion Poschmann für ihr bisheriges lyrisches Werk und insbesondere für den Band Nimbus
  - Debütpreis: Eva Maria Leuenberger für dekarnation

M
- Mainzer Stadtschreiber: Eugen Ruge
- Margarete-Schrader-Preis für Literatur: Michael Roes
- Märkisches Stipendium für Literatur: Giulia Becker

N
- Niederrheinischer Literaturpreis: Ulla Lenze

P
- Paul Scheerbart-Preis: Simon Werle für seine Neuübersetzungen der Fleurs du Mal und des Spleen de Paris von Charles Baudelaire
- Peter-Huchel-Preis für Lyrik: Vogelwerk von Henning Ziebritzki (Verleihung im April 2021)
- Phantastikpreis der Stadt Wetzlar: Am Boden des Himmels von Joana Osman
- Preis der Leipziger Buchmesse:
  - Belletristik: Stern 111 von Lutz Seiler
  - Sachbuch/Essayistik: Krebs fühlen. Eine Emotionsgeschichte des 20. Jahrhunderts von Bettina Hitzer
  - Übersetzung: Oreo von Fran Ross in der Übertragung aus dem Englischen durch Pieke Biermann
- Preis der LiteraTour Nord: Ulrike Draesner
- Preis der Literaturhäuser: Marlene Streeruwitz

R
- Rheingau Literatur Preis: Annette Pehnt für Alles was Sie sehen ist neu
- Robert-Gernhardt-Preis:
  - Sven Amtsberg für sein Romanprojekt Rakete Schmidt
  - Fatma Aydemir für ihr Romanprojekt Dschinns
  - Thomas Hettche für sein Romanprojekt Im Arvenschatten

S
- Seraph (Phantastik-Literaturpreis):
  - Bester phantastischer Roman: Christoph Marzi mit Mitternacht
  - Bestes Debüt: Bijan Moini mit Der Würfel
  - Bester Independent-Titel: Erik Kellen und Mira Valentin mit Windherz
- Stadtschreiberin von Bergen (2020/2021): Anne Weber
- Straelener Übersetzerpreis der Kunststiftung NRW (Hauptpreis): Hans-Christian Oeser für die Übertragung des Romans Tage ohne Ende von Sebastian Barry aus dem Englischen

T
- Thomas-Mann-Preis: Nora Bossong

U
- Übersetzerpreis Ginkgo-Biloba für Lyrik: Richard Pietraß
- Uwe-Johnson-Preis: Irina Liebmann für Die Große Hamburger Straße

W
- Walter-Hasenclever-Literaturpreis: Marica Bodrožić
- Wilhelm-Lehmann-Preis: Nora Bossong für Schutzzone
- Wolfgang-Koeppen-Preis: Marcus Braun (Verleihung im Juni 2021)
- Wortmeldungen: Bauernkriegspanorama von Kathrin Röggla (Hauptpreis)

### Internationale Literaturpreise
A
- Alemannischer Literaturpreis: Christoph Keller für den Roman Der Boden unter den Füßen
- Anna Seghers-Preis: Hernán Ronsino für seine „Pampa-Trilogie“ und Ivna Žic für ihren Debütroman Die Nachkommende
- Anton-Wildgans-Preis: Reinhard Kaiser-Mühlecker
- Astrid-Lindgren-Gedächtnis-Preis: Baek Hee Na

B
- Brücke Berlin Literatur- und Übersetzerpreis: Marija Stepanowa als Autorin und Olga Radetzkaja als Übersetzerin für Nach dem Gedächtnis

C
- Carnegie Medal: Lark von Anthony McGowan

D
- Deutsch-Italienischer Übersetzerpreis (Auswahl):
  - Preis für die beste Übersetzung: Die katholische Schule von Edoardo Albinati in der Übersetzung durch Verena von Koskull
  - Preis für das Lebenswerk: Friederike Hausmann

E
- Encore Award: Throw Me to the Wolves von Patrick McGuinness
- Erich-Fried-Preis: Esther Kinsky

H
- Hans-Christian-Andersen-Literaturpreis: Karl Ove Knausgård
- Hans Christian Andersen Preis: Jacqueline Woodson (als Autorin) und Albertine Zullo (als Illustratorin)
- Harder Literaturpreis: Luke 5 (Kurzerzählung) von Sonja M. Schultz

I
- Ida-Gerhardt-Poesiepreis: Fantoommerrie von Marieke Lucas Rijneveld
- Ingeborg-Bachmann-Preis: Vom Aufstehen von Helga Schubert
  - Deutschlandfunk-Preis: Für bestimmte Welten kämpfen und gegen andere von Lisa Krusche
  - Kelag-Preis: Immer im Krieg von Egon Christian Leitner
  - 3sat-Preis: Der heißeste Sommer von Laura Freudenthaler
  - BKS Bank-Publikumspreis (mit Stadtschreiber-Stipendium der Stadt Klagenfurt für die Autorin): Der große Gruß von Lydia Haider
- International Prize for Arabic Fiction: The Royal Court von Abdelouahab Aissaoui
- Internationaler Hermann-Hesse-Preis: Chimamanda Ngozi Adichie (Autorin) und Judith Schwaab (Übersetzerin) für Blauer Hibiskus
- Internationaler Literaturpreis – Haus der Kulturen der Welt:[23][24]
  - Glückliche Fälle von Yevgenia Belorusets, aus dem Russischen übersetzt von Claudia Dathe
  - Der Zirkel der Literaturliebhaber von Amir Hassan Cheheltan, aus dem Farsi übersetzt von Jutta Himmelreich
  - Die Sanftmütigen von Angel Igov, aus dem Bulgarischen übersetzt von Andreas Tretner
  - Was für ein Wunder von James Noël, aus dem Französischen übersetzt von Rike Bolte
  - Das Weinen der Vögel von Chigozie Obioma, aus dem Englischen übersetzt von Nicolai von Schweder-Schreiner
  - Geile Deko von Isabel Waidner, aus dem Englischen übersetzt von Ann Cotten

J
- Jean-Améry-Preis für europäische Essayistik: Ivan Krastev

K
- Karl-Emil-Tollander-Preis: Monika Fagerholm
- Kate Greenaway Medal: Tales from the Inner City von Shaun Tan
- Kerry Group Irish Novel of the Year Award: Girl von Edna O’Brien

L
- Leipziger Buchpreis zur Europäischen Verständigung: László F. Földényi für Lob der Melancholie. Rätselhafte Botschaften
- LiBeraturpreis: Lina Atfah für Das Buch von der fehlenden Ankunft (Gedichte)
- Literaturpreis der Europäischen Union (Auswahl):
  - Deutschland: Der traurige Gast von Matthias Nawrat
  - Estland: Poola poisid („Polnische Jungs“) von Mudlum
  - Luxemburg: Die Mutationen von Francis Kirps

M
- Miles Franklin Award: The Yield von Tara June Winch

N
- Nobelpreis für Literatur: Louise Glück

O
- ORF Hörspielpreis der Kritik: GEH DICHT DICHTIG! von Ruth Johanna Benrath
- Österreichischer Kinder- und Jugendbuchpreis (Auswahl):
  - Einmal wirst du … von Leonora Leitl
  - Der Vogelschorsch von Hannes Wirlinger (Text) und Ulrike Möltgen (Illustrationen)
- Österreichischer Kunstpreis für Kinder- und Jugendliteratur: Renate Habinger
- Österreichischer Kunstpreis für Literatur: Kathrin Röggla
- Österreichischer Staatspreis für Europäische Literatur: Drago Jančar
- Österreichischer Staatspreis für Kulturpublizistik: Thomas Macho
- Otherwise Award (für das Jahr 2019): Freshwater von Akwaeke Emezi
- Outstanding Artist Award für Kinder- und Jugendliteratur: Leonora Leitl
- Outstanding Artist Award für Literatur: Gertraud Klemm

P
- Peter-Rosegger-Literaturpreis: Ferdinand Schmalz
- Premio Alfaguara de Novela: Salvar el fuego von Guillermo Arriaga
- Prinzessin-von-Asturien-Preis für Literatur: Anne Carson
- Prix Servais: Die Mutationen von Francis Kirps
- Pulitzer-Preise (Auswahl):
  - Belletristik: The Nickel Boys von Colson Whitehead (nach 2017 erneut ausgezeichnet)
  - Drama: A Strange Loop von Michael R. Jackson
  - Dichtung: The Tradition von Jericho Brown
  - Biographie / Autobiographie: Sontag: Her Life and Work von Benjamin Moser
  - Geschichte: Sweet Taste of Liberty: A True Story of Slavery and Restitution in America von W. Caleb McDaniel
  - Sachbuch:
    - The Undying: Pain, Vulnerability, Mortality, Medicine, Art, Time, Dreams, Data, Exhaustion, Cancer, and Care von Anne Boyer sowie
    - The End of the Myth: From the Frontier to the Border Wall in the Mind of America von Greg Grandin

  - Kritik: Christopher Knight (Los Angeles Times)
  - Feature Writing: Ben Taub (The New Yorker)
  - Special Citation: Ida B. Wells – „For her outstanding and courageous reporting on the horrific and vicious violence against African Americans during the era of lynching.“

R
- Rauriser Literaturpreis (Auswahl): Vater unser von Angela Lehner
- Reinhard-Priessnitz-Preis: Elias Hirschl

S
- Samuel-Bogumil-Linde-Preis: Dea Loher und Dorota Masłowska
- Schweizer Literaturpreise (Auswahl):
  - tinnitus tropic von Flurina Badel
  - Verfehlte Orte von Christoph Geiser
  - Willkommen im Tal der Tränen von Noëmi Lerch
  - Ich bin die, vor der mich meine Mutter gewarnt hat von Demian Lienhard
  - „Schweizer Grand Prix Literatur“: Sibylle Berg; Spezialpreis Übersetzung: Marion Graf
- Siegfried Lenz Preis: Ljudmila Ulizkaja (Verleihung im März 2021)
- Solothurner Literaturpreis: Monika Helfer (Verleihung im Jahr 2021)
- Spycher: Literaturpreis Leuk: Helena Janeczek

T
- Tomas Tranströmerpriset: Louise Glück

U
- Usedomer Literaturpreis: Saša Stanišić für Herkunft

V
- Veza-Canetti-Preis der Stadt Wien: Elisabeth Reichart

W
- Wingate Literary Prize: A Stranger City von Linda Grant
- Würth-Preis für Europäische Literatur: David Grossman

## Verwandte Preise und Ehrungen
- A.H.-Heineken-Preis für Geschichte: Lorraine Daston
- Antiquaria-Preis: Christoph Meckel
- Barbara Kisseler Theaterpreis: „plattform-Festival“ im Ernst-Deutsch-Theater (Hamburg)
- Bibliothek des Jahres:
  - Bibliothek des Jahres (national): Technische Informationsbibliothek (Hannover)
  - Bibliothek des Jahres in kleinen Kommunen und Regionen: Stadtbibliothek Gotha
- Carl-von-Ossietzky-Preis für Zeitgeschichte und Politik: Carolin Emcke
- Deutscher Verlagspreis: Die Preisträger 2020
  - Als „herausragende Verlage“ ausgezeichnete Spitzenpreisträger: DOM publishers, Liebeskind und Matthes & Seitz Berlin
- Friedenspreis des Deutschen Buchhandels: Amartya Sen
- Gerda Henkel Preis: Lorraine Daston
- Goethe-Medaille (Auswahl): Ian McEwan; Zukiswa Wanner
- Heinrich-Heine-Preis der Stadt Düsseldorf: Rachel Salamander
- Hessischer Verlagspreis: Verlag Vittorio Klostermann (Hauptpreis); gutleut verlag (Sonderpreis)
- Johann-Philipp-Palm-Preis: Bushra Al-Maktari und Gui Minhai
- Kluge-Preis: Danielle Allen
- Kurt-Wolff-Preis: Arco Verlag; Förderpreis: Verlag Hentrich & Hentrich
- Liste der Buchtitel Belletristik auf der Spiegel-Bestsellerliste 2020
- Max-Brauer-Preis: Compagnia dell’Argine, San Lazzaro (Norditalien)
- Max-und-Moritz-Preis (Auswahl):
  - Beste deutschsprachige Comic-Künstlerin: Anna Haifisch
  - Bester Comic für Kinder: Manno! Alles genau so in echt passiert von Anke Kuhl
  - Publikumspreis: Schweres Geknitter von @kriegundfreitag
  - Sonderpreis für ein herausragendes Lebenswerk: Anke Feuchtenberger
- Prinzessin-von-Asturien-Preis für Kommunikation und Humanwissenschaften: Feria Internacional del Libro de Guadalajara und Hay Festival of Literature & Arts
- Robert Schumann-Preis für Dichtung und Musik: Olga Neuwirth
- Salzburger Stier:
  - Sarah Bosetti (Deutschland)
  - Renato Kaiser (Schweiz)
  - Florian Scheuba (Österreich)
- Die 25 schönsten deutschen Bücher: Die Preisträger 2020
- Sigmund-Freud-Preis für wissenschaftliche Prosa: Ute Frevert
- Tabori Preis:
  - Hauptpreis: Gob Squad
  - Auszeichnungen: Anta Helena Recke; Christoph Winkler
- Theaterpreis Berlin: Sandra Hüller (Verleihung beim „Berliner Theatertreffen“ 2021)
- Ulrich-Wildgruber-Preis: Lilith Stangenberg
- Verdienstorden des Landes Nordrhein-Westfalen (Auswahl): Carolin Emcke
- Weimar-Preis: Sigrid Damm